# Brankář

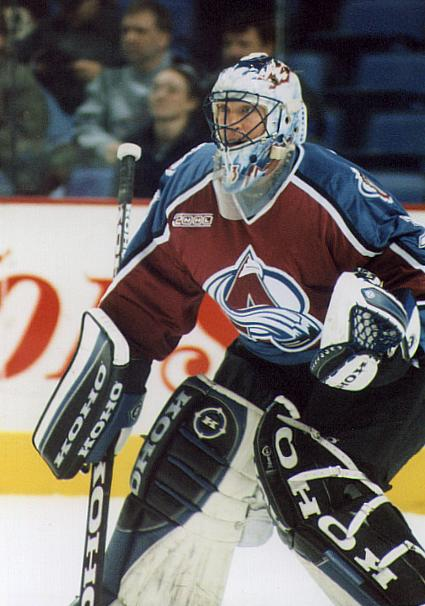
Hokejový brankář Patrick Roy (1999)

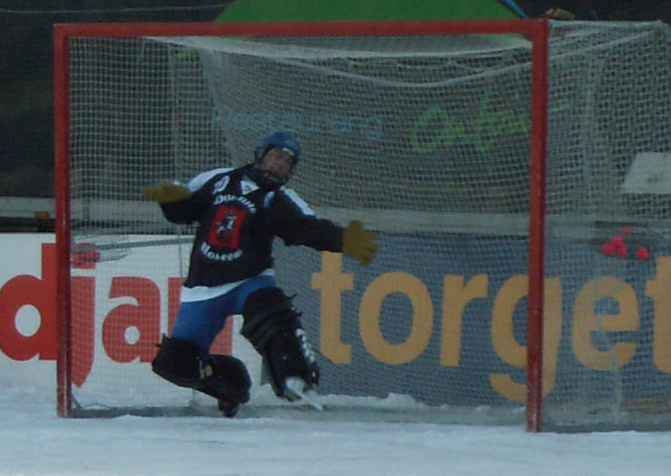
Bandy

Brankář (gólman) je hráč družstva určený k tomu, aby zabránil soupeřícímu družstvu ve vstřelení gólu tím, že se snaží zabránit vniknutí obvykle míče (nebo jiného herního předmětu) do branky. Brankář má většinou pravidly zajištěno zvláštní postavení mezi ostatními hráči. Může hrát i pro ostatní hráče nedovolenými způsoby – jako hrát rukou atd… Pozice brankáře existuje např. ve fotbale, házené, pozemním hokeji, ledním hokeji, vodním pólu, lacrossu, florbalu a dalších kolektivních sportech.